# La Chaise-Dieu
La Chaise-Dieu ist eine französische Gemeinde mit 595 Einwohnern (Stand 1. Januar 2022) im Département Haute-Loire in der Region Auvergne-Rhône-Alpes. Die Gemeinde liegt im Arrondissement Brioude und ist Hauptort des Kantons Plateau du Haut-Velay granitique.

## Geografie
La Chaise-Dieu liegt westlich von Brioude im Tal der Senouire und ist Teil des Regionalen Naturparks Livradois-Forez.

## Geschichte
Robert von Turlande hat hier 1043 ein Benediktinerkloster gegründet. Dieses erhielt den lateinischen Namen casa dei, aus dem sich das französische Wort La Chaise-Dieu entwickelte. Es hatte als Mutterkloster der Kongregation von La Chaise-Dieu vor allem im 12. Jahrhundert großen Einfluss auf die Kirche in Frankreich. Die Tochterklöster werden im Französischen mit dem Attribut casadéen, im Englischen mit dem Attribut casadean bezeichnet. Den sites casadéens (deutsch: den Casa Dei-Stätten) wurde 2012 ein Kulturweg des Europarats gewidmet, der zu Stätten in Belgien, Frankreich, Italien, der Schweiz und Spanien führt.

## Bevölkerungsentwicklung
| Jahr                       | 1962 | 1968 | 1975 | 1982 | 1990 | 1999 | 2009 | 2017 |
| Einwohner                  | 923  | 900  | 907  | 789  | 778  | 772  | 730  | 620  |
| Quellen: Cassini und INSEE |      |      |      |      |      |      |      |      |

## Kultur und Sehenswürdigkeiten

### Bauwerke
Die gotische Abtei La Chaise-Dieu (Église abbatiale de Saint-Robert), dem Gründer der Abtei geweiht, wurde in den Jahren 1344 bis 1352 auf Betreiben von Papst Clemens VI. errichtet, dessen Hochgrab aus dem 17. Jahrhundert sich im Mönchschor der Kirche befindet. Sie zeichnet sich vor allem durch die Fresken aus dem 15. Jahrhundert aus, die das mittelalterliche Motiv des Totentanzes zeigen. Die zahlreichen Wandteppiche stammen aus dem Beginn des 16. Jahrhunderts und wurden in Brüssel und in Arras hergestellt. Sehenswert ist auch das 144-sitzige Chorgestühl und der Lettner aus dem 17. Jahrhundert mit einem Kruzifix von 1603.

### Totentanz von La Chaise-Dieu

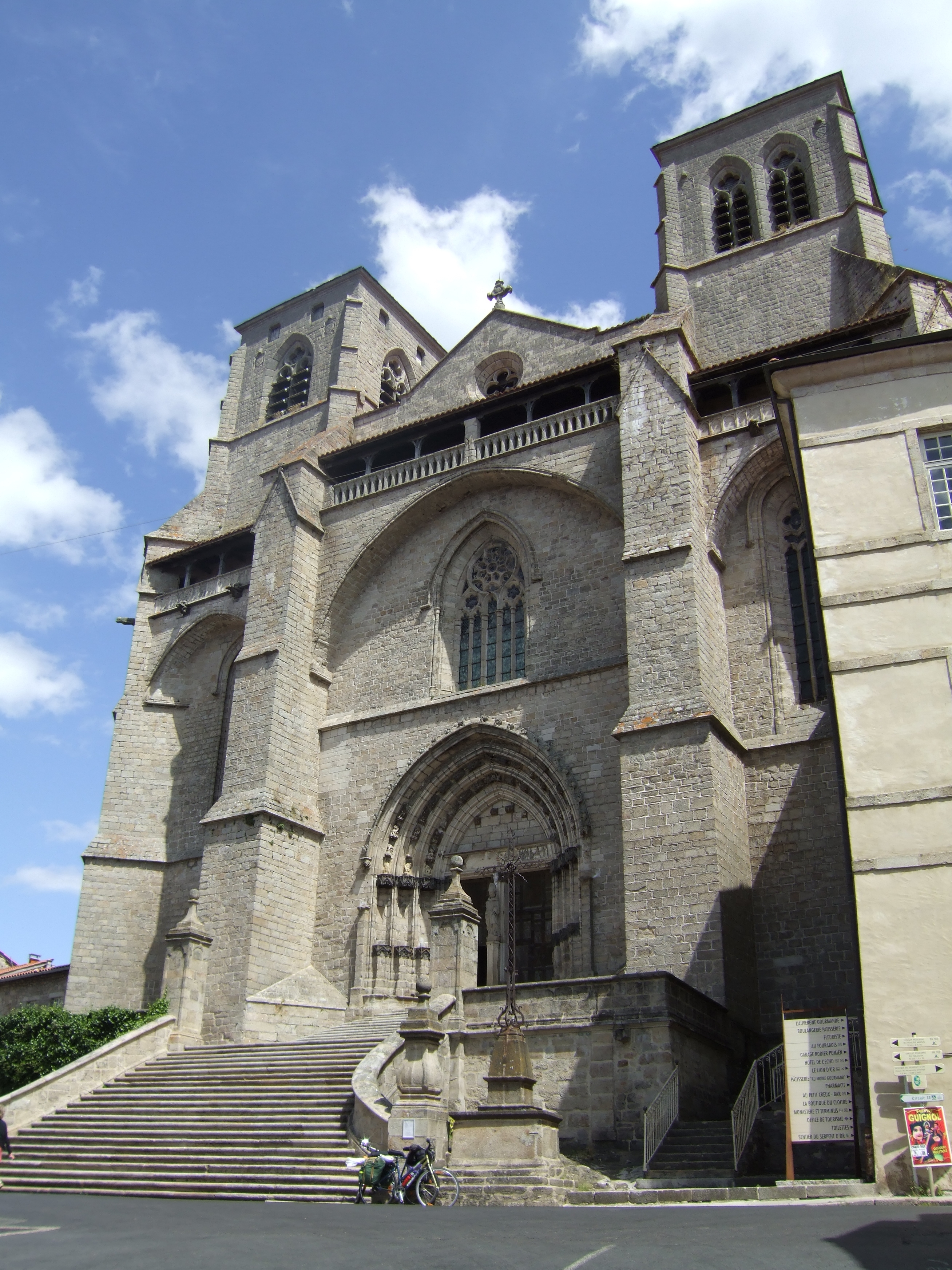
Abtei La Chaise-Dieu

Der heute nur noch in Fragmenten erhaltene Totentanz entstand in der Zeit zwischen 1410 und 1425. Die Reste des Wandgemäldes mit einer Länge von ursprünglich etwa 26 Metern und einer Frieshöhe von 140 Zentimetern befinden sich in den drei westlichen Jochen des nördlichen Seitenschiffs. An dieser Rückwand der ehemaligen Chorschranken kann man noch 24 der insgesamt 30 Tanzpaare des nie ganz vollendeten Totentanzes erkennen. Die Bildfolge begann mit der Szene des Sündenfalls von Adam und Eva im Paradies; es folgte ein Prediger, der zu tugendhaftem Leben aufrief. Daran schlossen sich als Tänzer mit dem Tod in Gestalt einer mumifizierten Leiche an: Papst, Kaiser, Kardinal, König, Patriarch, Feldherr, Erzbischof, Ritter, Bischof(?), Knappe, Abt(?), Amtmann(?), Astrologe(?), Bürger, Domherr, Kaufmann, Kartäusermönch, Sergeant, Laienbruder, Wucherer(?), Arzt, Liebhaber, Advokat, Spielmann, Pfarrer, Bauer, Bettelmönch, Kind, Schreiber und Eremit. Unterhalb der Szenen des Totentanzes ist an manchen Stellen noch ein Liniensystem zu erkennen, wo offenbar für jedes Tanzpaar die Begleitverse mit den Reden des Todes und seiner Opfer vorgesehen waren, aber nie ausgeführt worden sind.

Totentanz von La Chaise-Dieu
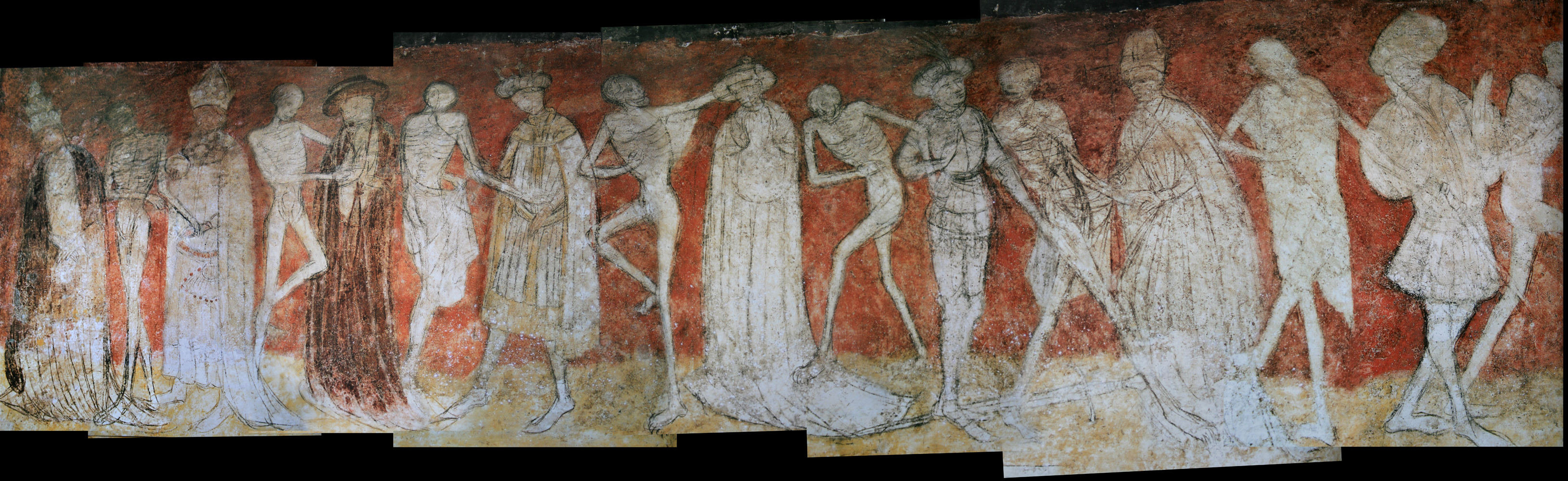
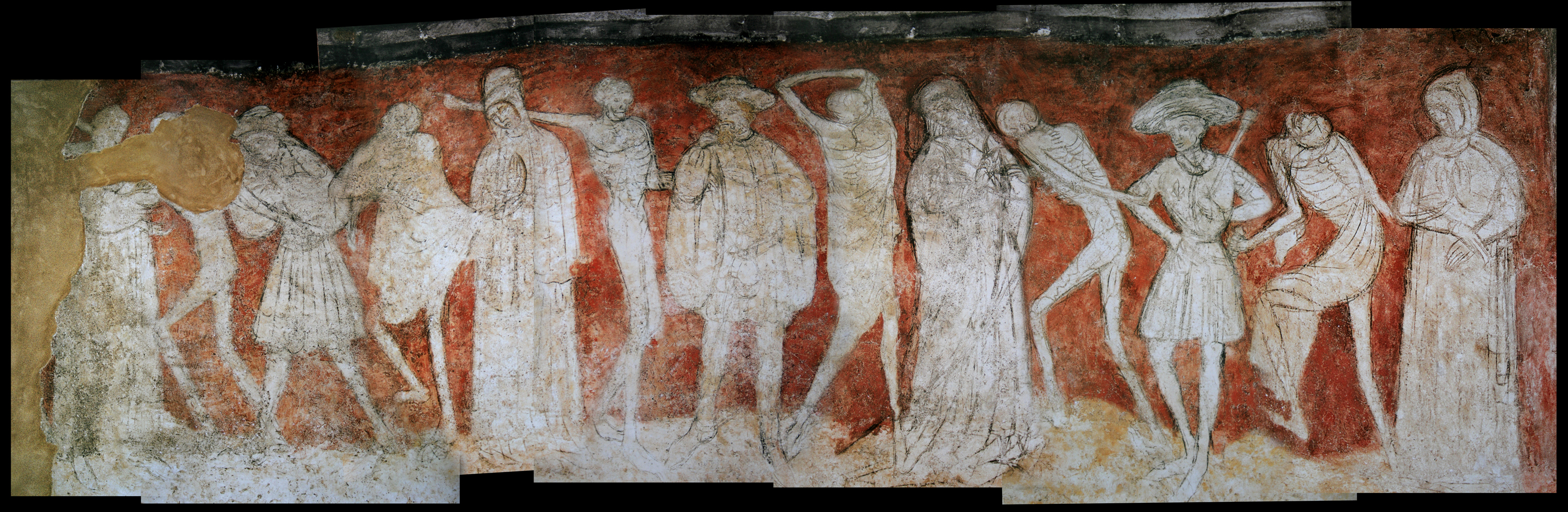
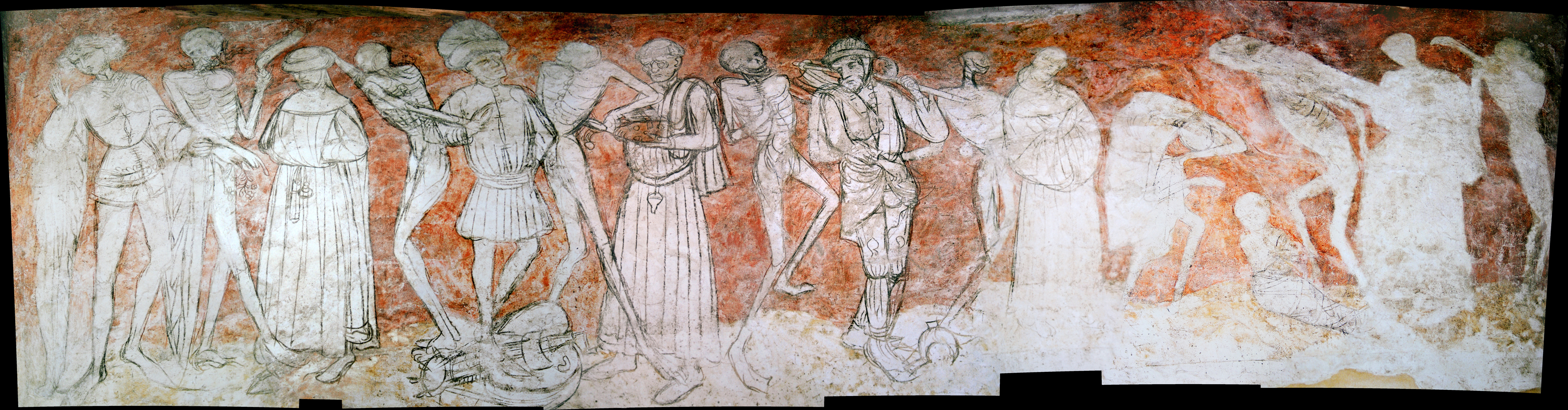

### Regelmäßige Veranstaltungen
Alljährlich im Spätsommer findet in La Chaise-Dieu ein großes Musikfestival statt, das auf  György Cziffra d. Ä. zurückgeht.

## Verkehr
Die touristische Eisenbahnlinie la ligne touristique du Livradois-Forez hält am Bahnhof von La Chaise-Dieu. Diese Panoramazüge verkehren nur in der Sommersaison.